# Stathmodera densesulcata
Stathmodera densesulcata là một loài bọ cánh cứng trong họ Cerambycidae.